# Bernadene Hayes
Pour les articles homonymes, voir Hayes.
Bernadene Hayes, née le 15 mars 1903 à Chicago (Illinois) et morte le 29 août 1987 à Los Angeles (Californie), est une actrice américaine (parfois créditée Bernadine Hayes).

## Biographie
Débutant au théâtre, Bernadene Hayes joue notamment à Broadway (New York) dans six pièces entre 1935 et 1945, dont School for Brides de Frank Gill Jr. et George Carleton Brown (1944-1945, avec Roscoe Karns).
Au cinéma, elle contribue comme second rôle à cinquante-huit films américains (le premier sorti en 1934), dont Le Doigt qui accuse de James Patrick Hogan (1936, avec Paul Kelly et Marsha Hunt), Casier judiciaire de Fritz Lang (1938, avec Sylvia Sidney et George Raft), Tueur à gages de Frank Tuttle (1942, avec Veronica Lake et Alan Ladd) et Dick Tracy contre La Griffe de John Rawlins (1947, avec Ralph Byrd et Jack Lambert). Son dernier film est La Scandaleuse (en) de Russell Rouse (1953, avec Beverly Michaels et Richard Egan).
Enfin, à la télévision américaine, elle apparaît dans huit séries, la première produite en 1947-1948 ; la dernière est la série-western Le Juge Roy Bean (en) (quatre épisodes, 1956), après quoi elle se retire définitivement.
Bernadene Hayes meurt en 1987, à 84 ans.

## Théâtre à Broadway (intégrale)
- 1935 : Mother Sings de (et mise en scène par) Hugh Stange : Mayme Speer
- 1936 : Mid-West de James Hagan : Hilda Zanhiser
- 1939 : Aries Is Rising de Caroline North et Earl Blackwell : Gladys Gay
- 1940 : Blind Alley de James Warwick : Mazie Stoner
- 1944-1945 : School for Brices de Frank Gill Jr. et George Carleton Brown : Dean Baxter
- 1945 : Make Yourself at Home de Vera Mathews : Mona Gilbert

## Filmographie partielle

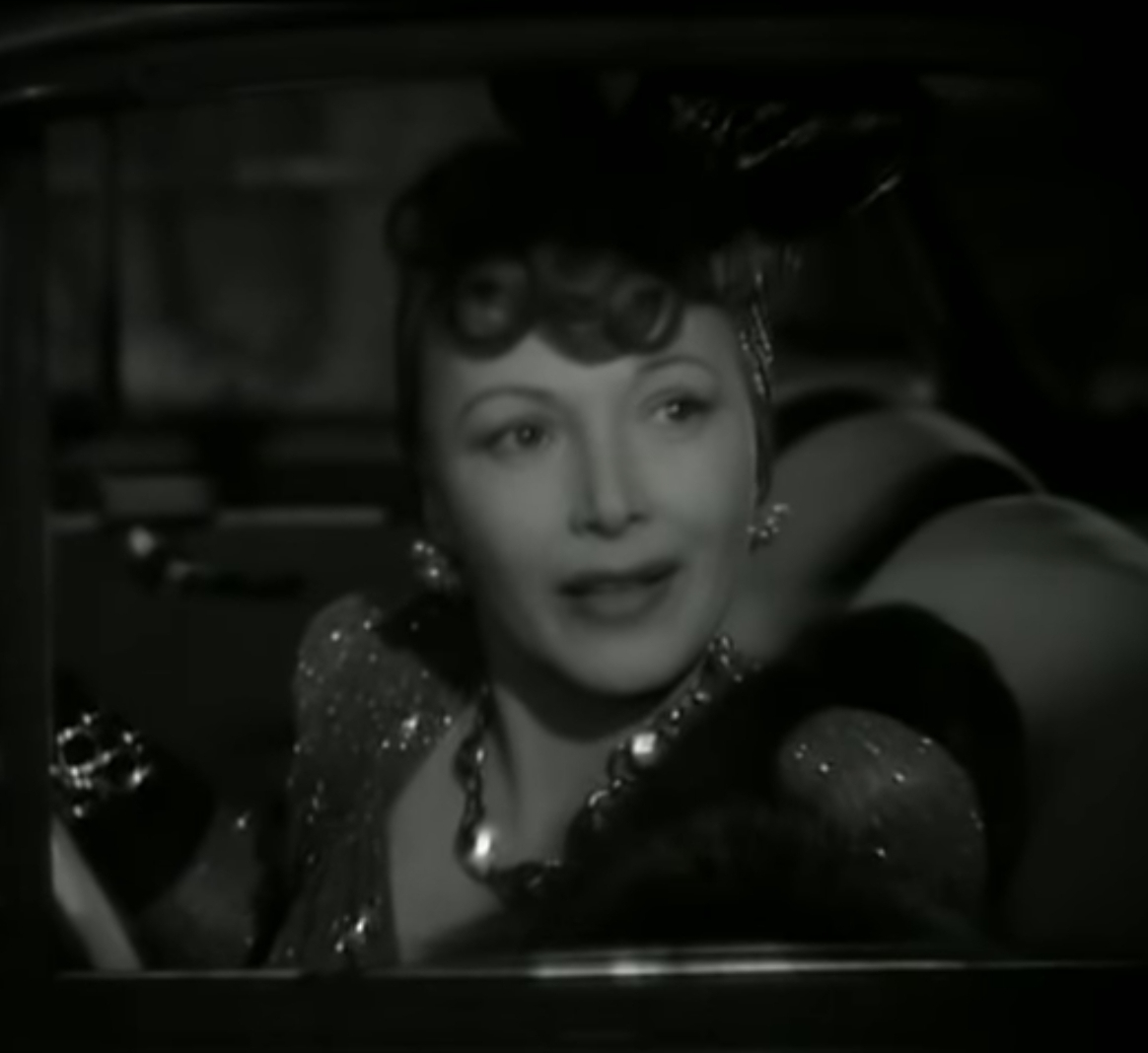
Dans Dick Tracy contre La Griffe (1947)

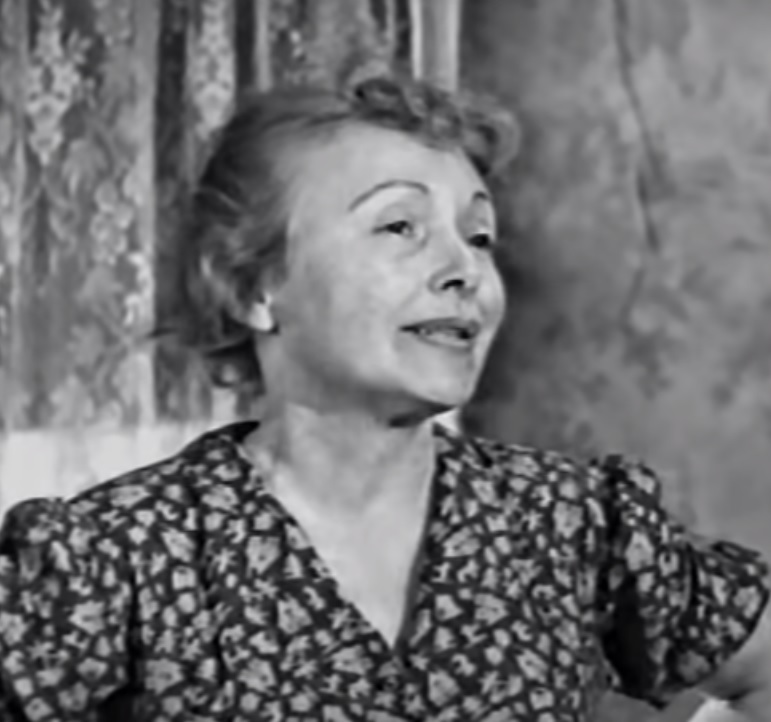
Dans La Scandaleuse (1953)

- 1935 : The Winning Ticket de Charles Reisner : une jeune femme au guichet
- 1935 : Toute la ville en parle (The Whole Town's Talking) de John Ford : une serveuse
- 1935 : She Gets Her Man de William Nigh : Gun Moll
- 1935 : Broadway Melody 1936 (Broadway Melody of 1936) de Roy Del Ruth : une serveuse
- 1935 : Code secret (Rendezvous) de William K. Howard : Bobbie Burns
- 1936 : Ennemis publics (Great Guy) de John G. Blystone : Hazel
- 1936 : Le Doigt qui accuse (The Accusing Finger) de James Patrick Hogan : Muriel Goodwin
- 1936 : Absolute Quiet de George B. Seitz : Judy
- 1937 : Le Secret des chandeliers (The Emperor's Candlesticks) de George Fitzmaurice : Mitzi Reisenbach
- 1938 : Alerte au bagne (Prison Nurse) de James Cruze : Pepper Clancy
- 1938 : Casier judiciaire (You and Me) de Fritz Lang : Nellie
- 1939 : Some Like It Hot de George Archainbaud : Mlle Marble
- 1939 : Panama Lady de Jack Hively : Pearl
- 1939 : Le Roi de Chinatown (King of Chinatown) de Nick Grinde : Dolly Warren
- 1939 : The Day the Bookies Wept de Leslie Goodwins : Margie
- 1939 : La Ronde des pantins (Idiot's Delight) de Clarence Brown : Edna
- 1939 : Lucky Night de Norman Taurog : Blondie
- 1939 : 6000 Enemies (6,000 Enemies) de George B. Seitz : Flo
- 1940 : Poings de fer, cœur d'or (Sailor's Lady) d'Allan Dwan : Babe
- 1942 : Tueur à gages (This Gun for Hire) de Frank Tuttle : la secrétaire de Baker
- 1944 : Monsieur Winkle s'en va-t-en guerre (Mr. Winkle Goes to War) d'Alfred E. Green : Gladys
- 1947 : Dick Tracy contre La Griffe (Dick Tracy's Dilemma) de John Rawlins : Longshot Lillie the Fence
- 1947 : The Thirteenth Hour de William Clemens : Mabel Sands
- 1947 : Living in a Big Way de Gregory La Cava : Dolly
- 1948 : Femmes dans la nuit (Women in the Night) de William Rowland : Frau Thaler
- 1949 : Pris au piège (Caught) de Max Ophüls : Mme Rudecki
- 1953 : La Scandaleuse (en) (Wicked Woman) de Russell Rouse : Mme Walters